# Разговоры с друзьями (сериал)
«Разговоры с друзьями» (англ. Conversations with Friends) — ирландский телесериал 2022 года, экранизация одноимённого романа Салли Руни. Главные роли в нём сыграли Элисон Оливер, Саша Лэйн, Джо Элвин, Джемайма Кёрк.

## Сюжет
Центральные персонажи сериала — две подруги, Фрэнсис и Бобби, которые влюбляются в двух супругов, актёра Ника и писательницу Мелиссу соответственно. В течение двенадцати серий они стараются понять себя и проводят время в дружеских беседах. Литературной основой сценария стал дебютный роман ирландской писательницы Салли Руни, на который обратили внимание после успеха другой экранизации — «Нормальные люди».

## В ролях
- Элисон Оливер — Фрэнсис
- Саша Лэйн — Бобби
- Джо Элвин — Ник
- Джемайма Кёрк — Мелисса
- Алекс Мёрфи — Филипп
- Тайг Мёрфи — Дерек
- Томми Тирнан[англ.] — Дэннис, отец Фрэнсис
- Джастин Митчелл — Пола, мама Фрэнсис

## Создание и оценки
В феврале 2020 года стало известно, что роман «Разговоры с друзьями» будет экранизирован в рамках 12-серийного мини-сериала BBC Three/Hulu. Съёмками занялась творческая группа, работавшая над «Нормальными людьми» — режиссёр Ленни Абрахамссон, сценаристка Элис Бёрч. Премьерный показ начался 15 мая 2022 года на BBC Three и Hulu. 30 мая 2023 года на Hulu появилась обновлённая версия сериала.
На сайте-агрегаторе отзывов Rotten Tomatoes сериал получил рейтинг 60 % при средней оценке 6,7 из 10. Рецензенты с этого ресурса признали, что сюжет несколько затянут и что не все персонажи получились одинаково привлекательными, но всё же экранизация унаследовала ряд достоинств от романа. На сайте Metacritic «Разговоры с друзьями» были оценены на 65 баллов из 100, что указывает на «в целом положительные отзывы».
Обозреватель «Фильм.ру» охарактеризовал «Разговоры с друзьями» как «зеркало повседневности молодежи XXI века». Из этого сериала, по словам критика, «просачивается ни с чем несравнимая меланхолия». Рецензент с «Газета.ру» констатировал, что «Разговоры с друзьями» уступают первой экранизации Салли Руни, сериалу «Нормальные люди», но всё же обладают рядом достоинств: это «неподдельная искренность», красота Дублина и его пригородов, качественный саундтрек.